# Военно-воздушные силы США
Военно-воздушные силы Соединённых Штатов Америки (англ. United States Air Force (USAF)) — один из видов Вооружённых сил Соединённых Штатов Америки. По численности личного состава и количеству летательных аппаратов являются самыми крупными военно-воздушными силами в мире. Среди подчинённых родов войск включают в себя стратегические ракетные войска, военно-космические силы, силы противовоздушной и противоракетной обороны, части специального назначения и т. д.
По состоянию на 30 сентября 2007 года, численность ВВС США составляла 328,6 тыс. человек на действительной службе. Кроме того, 117 497 человек числилось в резерве, а 106,7 тыс. человек — в ВВС Национальной гвардии. На вооружении имелось 4093 пилотируемых летательных аппарата (а также 1289 в ВВС Национальной гвардии и 396 в резерве), около 156 беспилотных летательных аппаратов, 2130 крылатых ракет воздушного базирования, 450 межконтинентальных баллистических ракет.
В современном виде ВВС США были сформированы 18 сентября 1947 года, вскоре после завершения Второй мировой войны. До этого момента они находились в составе Армии США.
Организационные структуры, предшествовавшие ВВС США:
- Воздухоплавательное отделение Корпуса связи США[англ.] (1 августа 1907 — 18 июля 1914)
- Авиационная секция Корпуса связи США[англ.] (18 июля 1914 — 20 мая 1918)
- Отделение военного воздухоплавания[англ.] (20 мая 1918 — 24 мая 1918)
- Авиационная служба Армии США[англ.] (24 мая 1918 — 2 июля 1926)
- Воздушный корпус Армии США[англ.] (2 июля 1926 — 20 июня 1941)
- Военно-воздушные силы Армии США[англ.] (20 июня 1941 — 17 сентября 1947)

## История

### Первая мировая война
см. Первая мировая война
Межвоенный период

### Вторая мировая война
Участие во Второй мировой войне (с 1941 по 1945) в составе Армии США:
потеряно 41 575 самолётов.
Вдобавок, по официальным данным, на территории США произошло 52 651 летное происшествие, в результате которых были потеряны ещё 13 873 самолётов.

### Гуманитарные операции
ВВС США участвовали во многих гуманитарных операциях, в том числе:
- «Изюмные бомбардировщики» (в блокированный Западный Берлин, 1948)
- Операция Babylift (эвакуация беспризорных детей из Южного Вьетнама)
- Операция Provide Hope (доставка гуманитарной помощи в страны СНГ)
- Операция Provide Promise[укр.] (доставка гуманитарной помощи в Боснию)
- Операция Provide Relief (доставка гуманитарной помощи в Сомали)
- Операция Allied Harbour (доставка гуманитарной помощи в Албанию)
- Операция Unified Assistance (доставка гуманитарной помощи в страны, пострадавшие от цунами 2004 года)

## Структура
Административная структура ВВС США определяется конституцией и включает в себя министерство и штаб ВВС, 11 главных командований и 27 учреждений на правах командований, в том числе 17 управлений, 7 центров и 3 учреждения центрального подчинения.
Административное и политическое руководство военно-воздушными силами осуществляет
министр ВВС США (с 28 июля 2021 — Фрэнк Кендалл),
начальник штаба ВВС (с 6 августа 2020 — генерал Чарльз Браун) не имеет полномочий по непосредственному оперативному руководству, но отвечает за боевую и организационную подготовку ВВС.
Управление военно-воздушными силами осуществляется через штаб ВВС, расположенный в Пентагоне в округе Арлингтон, штат Виргиния.
Штабу ВВС подчиняются командования ВВС и части непосредственного подчинения.
Командования ВВС подразделяются на воздушные армии, отдельные крылья и другие отдельные части.
Крылья состоят из групп (оперативной, технического обеспечения, тылового обеспечения, медицинской), каждая из которых включает несколько эскадрилий, состоящих в свою очередь из нескольких звеньев.
Главные командования и воздушная национальная гвардия:
- Боевое авиационное командование (Air Combat Command, ACC) (штаб — авиабаза Лэнгли, штат Виргиния). Включает 1-ю, 9-ю, 12-ю, 15-ю, 16-ю воздушные армии.
- Военно-воздушные силы Соединённых Штатов в Европе — военно-воздушные силы Африки (United States Air Forces in Europe – Air Forces Africa, USAFE) (штаб — авиабаза Рамштайн, Германия). Включает 3-ю воздушную армию.
- Воздушная национальная гвардия (Air National Guard, ANG) (Вашингтон).
- Командование воздушного образования и обучения (Air Education and Training Command, AETC) (штаб — авиабаза Рэндольф, Техас). Включает 2-ю, 19-ю воздушную армии.
- Командование воздушных перебросок (Air Mobility Command, AMC) (штаб — авиабаза Скотт, Иллинойс). Включает 18-ю, 22-ю воздушные армии.
- Командование глобальных ударов военно-воздушных сил (Air Force Global Strike Command, AFGSC) (штаб — авиабаза Барксдейл, Луизиана). Включает 8-ю, 20-ю воздушные армии.
- Командование материально-технического обеспечения военно-воздушных сил (Air Force Material Command, AFMC) (штаб — авиабаза Райт-Паттерсон[англ.], Огайо). Включает производственные, исследовательские и логистические центры.
- Командование резерва военно-воздушных сил (Air Force Reserve Command, AFRC) (штаб — авиабаза Робинс, Калифорния). Включает 4-ю, 10-ю воздушные армии.
- Командование специальных операций военно-воздушных сил (Air Force Special Operations Command, AFSOC) (штаб — Херлберт, Флорида). Включает 23-ю воздушную армию.
- Тихоокеанские военно-воздушные силы (Pacific Air Force, PACAF) (штаб — авиабаза Хиккам, Гавайи). Включает 5-ю (Япония), 7-ю (Республика Корея), 11-ю (Аляска) воздушные армии.

## Боевой состав
Боевой состав по состоянию на начало 2009 года (приведены только соединения и воинские части, имеющие в своём составе летательные аппараты и межконтинентальные баллистические ракеты).
| Наименование соединения, части        | Вооружение                                                                                     | Место дислокации                             |
| ------------------------------------- | ---------------------------------------------------------------------------------------------- | -------------------------------------------- |
| Боевое авиационное командование       |                                                                                                | Лэнгли, Виргиния                             |
| Центр боевого применения ВВС          |                                                                                                | Нэллис, Невада                               |
| 53-е крыло                            | A-10C, F-15C/D/E, F-16C/D, F-22, HH-60G, MQ-1, MQ-9, B-1B, B-2, RQ-4, E-9, QF-4, B-52, BQM-167 | Эглин, Флорида                               |
| 57-е крыло                            | A-10, F-15C/D/E, F-16C/D, F-22, HH-60G                                                         | Нэллис, Невада                               |
| 8-я воздушная армия                   |                                                                                                | Барксдейл, Луизиана                          |
| 2-е бомбардировочное крыло            | B-52H                                                                                          | Барксдейл, Луизиана                          |
| 5-е бомбардировочное крыло            | B-52H                                                                                          | Майнот, Северная Дакота                      |
| 9-е разведывательное крыло            | T-38, U-2, RQ-4                                                                                | Бил, Калифорния                              |
| 55-е крыло                            | E-4B, OC-135B, RC-135S/U/V/W, TC-135S/W, WC-135C/W                                             | Оффатт, Небраска                             |
| 509-е бомбардировочное крыло          | B-2, T-38                                                                                      | Уайтмэн, Миссури                             |
| 552-е крыло управления                | E-3B/C                                                                                         | Тинкер, Оклахома                             |
| 116-е крыло управления                | E-8C                                                                                           | Робинс, Калифорния                           |
| 9-я воздушная армия                   |                                                                                                | Шоу, Южная Каролина                          |
| 1-e истребительное крыло              | F-15C/D, F-22                                                                                  | Лэнгли, Виргиния                             |
| 4-е истребительное крыло              | F-15E                                                                                          | Сэймур Джонсон, Северная Каролина            |
| 20-е истребительное крыло             | F-16D/CJ                                                                                       | Шоу, Южная Каролина                          |
| 23-е крыло                            | HH-60G, A-10C, HC-130P/N                                                                       | Муди, Джорджия                               |
| 33-е истребительное крыло             | F-15C                                                                                          | Эглин, Флорида                               |
| 12-я воздушная армия                  |                                                                                                | Дэвис-Монтан, Аризона                        |
| 7-е бомбардировочное крыло            | B-1                                                                                            | Дайес, Техас                                 |
| 28-е бомбардировочное крыло           | B-1                                                                                            | Эллсуорт, Южная Дакота                       |
| 49-е истребительное крыло             | F-22, T-38                                                                                     | Холоумэн, Нью-Мексико                        |
| 356-е истребительное крыло            | A-10, OA-10                                                                                    | Дэвис-Монтан, Аризона                        |
| 366-е истребительное крыло            | F-15C/D/E, F-16D/CJ                                                                            | Маунтин Хоум, Айдахо                         |
| 388-е истребительное крыло            | F-16C/D                                                                                        | Хилл, Юта                                    |
| 432-е крыло                           | MQ-1, MQ-9                                                                                     | Крич, Невада                                 |
| Учебное авиационное командование      |                                                                                                | Рэндольф, Техас                              |
| 19-я воздушная армия                  |                                                                                                | Рэндольф, Техас                              |
| 12-е учебное крыло                    | T-1A, T-6A, T-38C, T-43A                                                                       | Рэндольф, Техас                              |
| 14-е учебное крыло                    | T-1A, T-6, T-37B, T-38C                                                                        | Колумбус, Миссисипи                          |
| 23-я учебная эскадрилья               | UH-1H                                                                                          | Форт-Ракер, Алабама                          |
| 47-е учебное крыло                    | T-1A, T-6, T-38C                                                                               | Лафлин, Техас                                |
| 56-е истребительное крыло             | F-16C/D                                                                                        | Люк, Аризона                                 |
| 58-е крыло специальных операций       | HC-130P/N, HH-60G, MC-130H/P, UH-1N, CV-22                                                     | Киртланд, Нью-Мексико                        |
| 71-е учебное крыло                    | T-1A, T-6A, T-38C                                                                              | Вэнс, Оклахома                               |
| 80-е учебное крыло                    | T-37B, T-38C                                                                                   | Шэппард, Техас                               |
| 97-е транспортное крыло               | C-17, KC-135, T-6A                                                                             | Алтус, Оклахома                              |
| 306-я учебная группа                  | TC-51/C-150, TG-10B/C, TG-15A/B, T-41D, TACAV, UV-18B                                          | Колорадо-Спрингс, Колорадо                   |
| 314-е транспортное крыло              | C-130E/J                                                                                       | Литл-Рок, Арканзас                           |
| 325-е истребительное крыло            | F-15C/D, F-22                                                                                  | Тиндалл, Флорида                             |
| 336-я учебная группа                  | UH-1N                                                                                          | Фэрчайлд, Вашингтон                          |
| 45-е транспортное крыло               | C-21                                                                                           | Кислэр, Миссисипи                            |
| Командование воздушных перевозок      |                                                                                                | Скотт, Иллинойс                              |
| 18-я воздушная армия                  |                                                                                                | Скотт, Иллинойс                              |
| 19-е транспортное крыло               | C-130                                                                                          | Литл-Рок, Арканзас                           |
| 6-е транспортное крыло                | C-37A, KC-135                                                                                  | Мак-Дилл, Флорида                            |
| 22-е заправочное крыло                | KC-135                                                                                         | Мак-Коннел, Канзас                           |
| 60-е транспортное крыло               | C-5, KC-10, C-17                                                                               | Трэвис, Калифорния                           |
| 62-е транспортное крыло               | C-17                                                                                           | Мак-Корд, Вашингтон                          |
| 89-е транспортное крыло               | C-20B, C-32A, C-37A, C-40B, VC-25A                                                             | Эндрюс, Мэриленд                             |
| 92-е заправочное крыло                | KC-135                                                                                         | Фэрчайлд, Вашингтон                          |
| 305-е транспортное крыло              | C-17, KC-10                                                                                    | Мак-Гури, Нью-Джерси                         |
| 319-е заправочное крыло               | KC-135                                                                                         | Гранд-Форкс, Северная Дакота                 |
| 375-е транспортное крыло              | C-21                                                                                           | Скотт, Иллинойс                              |
| 436-е транспортное крыло              | C-5, C-17                                                                                      | Довер, Делавэр                               |
| 437-е транспортное крыло              | C-17                                                                                           | Чарльстон, Южная Каролина                    |
| 317-я транспортная группа             | C-130                                                                                          | Дайес, Техас                                 |
| Космическое командование              |                                                                                                | Петерсон, Колорадо                           |
| 20-я воздушная армия                  |                                                                                                | Уоррен, Вайоминг                             |
| 90-е ракетное крыло                   | Минитмэн-3                                                                                     | Уоррен, Вайоминг                             |
| 91-е ракетное крыло                   | Минитмэн-3                                                                                     | Майнот, Северная Дакота                      |
| 341-е ракетное крыло                  | Минитмэн-3                                                                                     | Мальмстром, Монтана                          |
| Командование ВВС в зоне Тихого океана |                                                                                                | Хикэм, Гавайи                                |
| 5-я воздушная армия                   |                                                                                                | Йокота, Япония                               |
| 18-е крыло                            | E-3B/C, F-15C/D, HH-60G, KC-135R/T                                                             | Кадена, Япония                               |
| 35-е истребительное крыло             | F-16CM                                                                                         | Мисава, Япония                               |
| 374-е транспортное крыло              | C-12J, C-130H, UH-1N                                                                           | Йокота, Япония                               |
| 7-я воздушная армия                   |                                                                                                | Осан, Республика Корея                       |
| 8-е истребительное крыло              | F-16C/D                                                                                        | Кунсан, Республика Корея                     |
| 51-е истребительное крыло             | A-10, F-16C/D                                                                                  | Осан, Республика Корея                       |
| 11-я воздушная армия                  |                                                                                                | Элмендорф, Аляска                            |
| 3-е крыло                             | C-12F/J, C-17, E-3B, F-15C, F-22                                                               | Элмендорф, Аляска                            |
| 354-е истребительное крыло            | F-16C/D                                                                                        | Аэлсон, Аляска                               |
| 13-я воздушная армия                  |                                                                                                | Хикэм, Гавайи                                |
| 15-е транспортное крыло               | C-37, C-40, C-17                                                                               | Хикэм, Гавайи                                |
| Командование ВВС в Европе             |                                                                                                | Рамштайн, Германия                           |
| 3-я воздушная армия                   |                                                                                                | Рамштайн, Германия                           |
| 31-е истребительное крыло             | F-16CG/DG                                                                                      | Авиано, Италия                               |
| 48-е истребительное крыло             | F-15C/D/E, HH-60G                                                                              | Лейкенхелт, Великобритания                   |
| 52-е истребительное крыло             | A-10, F-16C                                                                                    | Шпангдалем, Германия                         |
| 86-е транспортное крыло               | C-20, C-21, C-37, C-40, C-130E                                                                 | Рамштайн, Германия                           |
| 100-е заправочное крыло               | KC-135                                                                                         | Милденхолл, Великобритания                   |
| Командование специальных операций     |                                                                                                | Херлберт, Флорида                            |
| 23-я воздушная армия                  |                                                                                                | Херлберт, Флорида                            |
| 1-е крыло специальных операций        | AC-130U, CV-22, MC-130H/P                                                                      | Херлберт, Флорида                            |
| 27-е крыло специальных операций       | MC-130W, MQ-1, AC-130                                                                          | Кэннон, Нью-Мексико                          |
| 352-я группа специальных операций     | MC-130H/P                                                                                      | Милденхолл, Великобритания                   |
| 353-я группа специальных операций     | MC-130H/P                                                                                      | Кадена, Япония                               |
| Командование резерва ВВС              |                                                                                                | Робинс, Калифорния                           |
| 4-я воздушная армия                   |                                                                                                | Марч, Калифорния                             |
| 349-е транспортное крыло              | C-5A, C-17, KC-10A                                                                             | Трэвис, Калифорния                           |
| 433-е транспортное крыло              | C-5A                                                                                           | Лэкленд, Техас                               |
| 434-е заправочное крыло               | KC-135R                                                                                        | Гриссом, Индиана                             |
| 445-е транспортное крыло              | C-5                                                                                            | Райт-Паттерсон, Огайо                        |
| 446-е транспортное крыло              | C-17A                                                                                          | Мак-Корд, Вашингтон                          |
| 452-е транспортное крыло              | C-17, KC-135R                                                                                  | Марч, Калифорния                             |
| 459-е заправочное крыло               | KC-135R                                                                                        | Эндрюс, Мэриленд                             |
| 507-е заправочное крыло               | KC-135R                                                                                        | Тинкер, Оклахома                             |
| 916-е заправочное крыло               | KC-135R                                                                                        | Сэймур Джонсон, Северная Каролина            |
| 927-е заправочное крыло               | KC-135R                                                                                        | Мак-Дилл, Флорида                            |
| 931-я заправочная группа              | KC-135R                                                                                        | Мак-Коннел, Канзас                           |
| 932-е транспортное крыло              | C-9A, C-40                                                                                     | Скотт, Иллинойс                              |
| 10-я воздушная армия                  |                                                                                                | Форт-Уэрт, Техас                             |
| 44-я истребительная эскадрилья        | A-10                                                                                           | Дэвис-Монтан, Аризона                        |
| 301-е истребительное крыло            | F-16C/D                                                                                        | Форт-Уэрт, Техас                             |
| 301-я истребительная эскадрилья       | F-22                                                                                           | Холоумэн, Нью-Мексико                        |
| 307-я истребительная эскадрилья       | F-15, F-16                                                                                     | Лэнгли, Виргиния                             |
| 340-я учебная группа                  | T-1, T-37, T-38, AT-38                                                                         | Рэндольф, Техас                              |
| 419-е истребительное крыло            | F-16C/D                                                                                        | Хилл, Юта                                    |
| 442-е истребительное крыло            | A-10A                                                                                          | Уайтмэн, Миссури                             |
| 476-я истребительная группа           | A-10                                                                                           | Муди, Джорджия                               |
| 477-я истребительная группа           | F-22                                                                                           | Элмендорф, Аляска                            |
| 482-е истребительное крыло            | F-16C/D                                                                                        | Хомстед, Флорида                             |
| 917-е крыло                           | A-10, B-52H                                                                                    | Барксдейл, Луизиана                          |
| 919-е крыло специальных операций      | MC-130E                                                                                        | Дюк-Филд, Флорида                            |
| 920-е крыло поиска и спасения         | HH-60G, HC-130N/P                                                                              | Патрик, Флорида                              |
| 926-я группа                          | F-15, F-16, F-22, MQ-1, MQ-9                                                                   | Нэллис, Невада                               |
| 943-е крыло поиска и спасения         | HH-60G                                                                                         | Дэвис-Монтан, Аризона                        |
| 944-е истребительное крыло            | F-16C/D                                                                                        | Люк, Аризона                                 |
| 513-я группа управления               | E-3A                                                                                           | Тинкер, Оклахома                             |
| 940-е крыло                           | RQ-4, DGS-2                                                                                    | Бил, Калифорния                              |
| 22-я воздушная армия                  |                                                                                                | Доббинс, Джорджия                            |
| 94-е транспортное крыло               | C-130H                                                                                         | Доббинс, Джорджия                            |
| 302-е транспортное крыло              | C-130H                                                                                         | Петерсон, Колорадо                           |
| 315-е транспортное крыло              | C-17A                                                                                          | Чарльстон, Южная Каролина                    |
| 403-е крыло                           | WC-130J, C-130J                                                                                | Кислэр, Миссисипи                            |
| 439-е транспортное крыло              | C-5B                                                                                           | Уэстовер, Массачусетс                        |
| 440-е транспортное крыло              | C-130H                                                                                         | Поуп, Северная Каролина                      |
| 512-е транспортное крыло              | C-5A/B, C-17                                                                                   | Довер, Делавэр                               |
| 908-е транспортное крыло              | C-130H                                                                                         | Максвэлл, Алабама                            |
| 910-е транспортное крыло              | C-130H                                                                                         | Янгстаун, Огайо                              |
| 911-е транспортное крыло              | C-130H                                                                                         | Питтсбург, Пенсильвания                      |
| 914-е транспортное крыло              | C-130H                                                                                         | Ниагара-Фолс, Нью-Йорк                       |
| 934-е транспортное крыло              | C-130H                                                                                         | Миннеаполис-Сэнт-Пол, Миннесота              |
| ВВС национальной гвардии              |                                                                                                | Арлингтон, Виргиния                          |
| Боевое авиационное командование       |                                                                                                |                                              |
| 104-е истребительное крыло            | F-15C/D                                                                                        | Барнс, Массачусетс                           |
| 106-е крыло поиска и спасения         | HH-60G, HC-130P                                                                                | Аэропорт Фрэнсис Б. Габерски, Нью-Йорк       |
| 111-е истребительное крыло            | A-10                                                                                           | Виллоу-Гроув, Пенсильвания                   |
| 113-е крыло                           | C-38A, F-16C/D, C-40C                                                                          | Эндрюс, Мэриленд                             |
| 114-е истребительное крыло            | F-16C/D                                                                                        | Аэропорт Джо Фосс-Филд,Су-Фолс, Южная Дакота |
| 115-е истребительное крыло            | F-16C/D, RC-26B                                                                                | Труэкс-Филд, Висконсин                       |
| 116-е крыло управления                | E-8C                                                                                           | Робинс, Калифорния                           |
| 119-е крыло                           | MQ-1, C-21                                                                                     | Хектор, Северная Дакота                      |
| 120-е истребительное крыло            | F-15C/D                                                                                        | Грейт Фолс, Монтана                          |
| 122-е истребительное крыло            | F-16C                                                                                          | Форт-Уэйн, Индиана                           |
| 124-е крыло                           | A-10                                                                                           | Бойсе, Айдахо                                |
| 125-е истребительное крыло            | F-15C/D, RC-26                                                                                 | Джексонвилл, Флорида                         |
| 127-е крыло                           | A-10, KC-135R                                                                                  | Селфридж, Мичиган                            |
| 129-е крыло поиска и спасения         | HH-60G, MC-130P/N                                                                              | Моффет-Филд, Калифорния                      |
| 131-е крыло                           | B-2                                                                                            | Уайтмэн, Миссури                             |
| 132-е истребительное крыло            | F-16C/D                                                                                        | Де-Мойн, Айдахо                              |
| 138-е истребительное крыло            | F-16C/D                                                                                        | Талса, Оклахома                              |
| 140-е крыло                           | F-16C/D, C-21                                                                                  | Бакли, Колорадо                              |
| 142-е истребительное крыло            | F-15C/D                                                                                        | Портленд, Орегон                             |
| 144-е истребительное крыло            | F-16C, RC-26B                                                                                  | Фресно Йосемит, Калифорния                   |
| 147-е разведывательное крыло          | RC-26B, MQ-17                                                                                  | Эллингтон-Филд, Техас                        |
| 148-е истребительное крыло            | F-16C/D                                                                                        | Дулут, Миннесота                             |
| 150-е истребительное крыло            | F-16C/D, RC-26B                                                                                | Киртланд, Нью-Мексико                        |
| 156-е транспортное крыло              | C-130E                                                                                         | Муниц, Пуэрто-Рико                           |
| 158-е истребительное крыло            | F-16C/D                                                                                        | Берлингтон, Вермонт                          |
| 163-е разведывательное крыло          | MQ-1                                                                                           | Марч, Калифорния                             |
| 169-е истребительное крыло            | F-16C/D                                                                                        | Мак-Интайр, Южная Каролина                   |
| 174-е истребительное крыло            | RC-26B                                                                                         | Хэнкок-Филд, Нью-Йорк                        |
| 175-е крыло                           | A-10A/C                                                                                        | Уорфилд, Мэриленд                            |
| 177-е истребительное крыло            | F-16C/D                                                                                        | Атлантик-Сити, Нью-Джерси                    |
| 180-е истребительное крыло            | F-16C/D                                                                                        | Аэропорт Толедо-Экспресс, Огайо              |
| 183-е истребительное крыло            | F-16C/D                                                                                        | Линкольн-Кэпител, Иллинойс                   |
| 187-е истребительное крыло            | F-16C/D, RC-26B                                                                                | Аэропорт Монтгомери, Алабама                 |
| 188-е истребительное крыло            | A-10C                                                                                          | Форт-Смит, Арканзас                          |
| 192-е истребительное крыло            | F-22                                                                                           | Лэнгли, Виргиния                             |
| Учебное авиационное командование      |                                                                                                |                                              |
| 118-е транспортное крыло              | WC-130H                                                                                        | Нэшвилл, Теннесси                            |
| 149-е истребительное крыло            | F-16C/D                                                                                        | Лэкленд, Техас                               |
| 162-е истребительное крыло            | F-16A/B/C/D, RC-26B                                                                            | Таскон, Аризона                              |
| 173-е истребительное крыло            | F-15A/B/C                                                                                      | Аэропорт Кламат-Фолс, Орегон                 |
| 189-е транспортное крыло              | C-130E                                                                                         | Литл-Рок, Арканзас                           |
| 178-е истребительное крыло            | F-16C/D                                                                                        | Спрингфилд-Бекли, Огайо                      |
| Командование специальных операций     |                                                                                                |                                              |
| 193-е крыло специальных операций      | EC-130J                                                                                        | Харрисберг, Пенсильвания                     |
| 227-е крыло специальных операций      | C-32B                                                                                          | Мак-Гури, Нью-Джерси                         |
| Командование воздушных перевозок      |                                                                                                |                                              |
| 101-е заправочное крыло               | KC-135R                                                                                        | Бангор, Мэн                                  |
| 103-е крыло                           | C-21                                                                                           | Брэдли, Коннектикут                          |
| 105-е транспортное крыло              | C-5A                                                                                           | Стюарт, Нью-Йорк                             |
| 107-е транспортное крыло              | C-130H                                                                                         | Ниагара-Фолс, Нью-Йорк                       |
| 108-е заправочное крыло               | KC-135E/R                                                                                      | Мак-Гури, Нью-Джерси                         |
| 109-е транспортное крыло              | C-130H, LC-130H                                                                                | Скенектади, Нью-Йорк                         |
| 117-е заправочное крыло               | KC-135R                                                                                        | Бирмингэм, Алабама                           |
| 121-е заправочное крыло               | KC-135R                                                                                        | Рикенбакер, Огайо                            |
| 123-е транспортное крыло              | C-130H                                                                                         | Луисвилл, Кентукки                           |
| 126-е заправочное крыло               | KC-135E/R                                                                                      | Скотт, Иллинойс                              |
| 127-е транспортное крыло              | KC-135R                                                                                        | Селфридж, Мичиган                            |
| 128-е заправочное крыло               | KC-135R                                                                                        | Дженерал Митчелл, Висконсин                  |
| 130-е транспортное крыло              | C-130H, RC-26B                                                                                 | Aэропорт Йегер, Западная Виргиния            |
| 133-е транспортное крыло              | C-130H                                                                                         | Миннеаполис-Сэнт-Пол, Миннесота              |
| 134-е заправочное крыло               | KC-135R                                                                                        | Мак-Ги Тайсон, Теннесси                      |
| 135-я транспортная группа             | C-130J                                                                                         | Аэропорт Мартин-Стейт, Мэриленд              |
| 136-е транспортное крыло              | C-130H                                                                                         | Форт-Уэрт, Техас                             |
| 137-е транспортное крыло              | KC-135R                                                                                        | Аэропорт Уилл Роджерс, Оклахома              |
| 139-е транспортное крыло              | C-130H                                                                                         | Аэропорт Розенкранц Мемориал, Миссури        |
| 141-е заправочное крыло               | KC-135R, RC-26B                                                                                | Фэрчайлд, Вашингтон                          |
| 143-е транспортное крыло              | C-130J                                                                                         | Аэропорт Квонсет, Род-Айленд                 |
| 145-е транспортное крыло              | C-130H                                                                                         | Шарлотта/Дуглас, Северная Каролина           |
| 146-е транспортное крыло              | C-130J                                                                                         | Ченнел-Айлендс, Калифорния                   |
| 151-е заправочное крыло               | KC-135R                                                                                        | Солт-Лейк-Сити, Юта                          |
| 152-е транспортное крыло              | C-130H                                                                                         | Рино-Тахо, Невада                            |
| 153-е транспортное крыло              | C-130H                                                                                         | Шайенн, Вайоминг                             |
| 155-е заправочное крыло               | KC-135R                                                                                        | Линкольн, Небраска                           |
| 157-е заправочное крыло               | KC-135R                                                                                        | Портсмут, Нью-Гэмпшир                        |
| 161-е заправочное крыло               | KC-135R                                                                                        | Феникс-Скай Харбор                           |
| 164-е транспортное крыло              | C-5A                                                                                           | Мемфис, Теннесси                             |
| 165-е транспортное крыло              | C-130H                                                                                         | Саванна, Джорджия                            |
| 166-е транспортное крыло              | C-130H                                                                                         | Ньюкасл, Делавэр                             |
| 167-е транспортное крыло              | C-5A                                                                                           | Шэперд-филд, Западная Виргиния               |
| 171-е заправочное крыло               | KC-135R                                                                                        | Питтсбург, Пенсильвания                      |
| 172-е транспортное крыло              | C-17                                                                                           | Джэксон, Миссисипи                           |
| 179-е транспортное крыло              | KC-135R                                                                                        | Мэнсфилд, Огайо                              |
| 182-е транспортное крыло              | C-130H                                                                                         | Пеория, Иллинойс                             |
| 185-е заправочное крыло               | KC-135R                                                                                        | Су-Сити, Айова                               |
| 186-е заправочное крыло               | KC-135R, RC-26B                                                                                | Ки-Филд, Миссисипи                           |
| 190-е заправочное крыло               | KC-135R                                                                                        | Форбс-Филд, Канзас                           |
| Командование ВВС в зоне Тихого океана |                                                                                                |                                              |
| 154-е крыло                           | F-15A/B, KC-135R                                                                               | Хикэм, Гавайи                                |
| 168-е заправочное крыло               | KC-135R                                                                                        | Аэлсон, Аляска                               |
| 176-е крыло                           | C-130H, HC-130N, HH-60G                                                                        | Кулис, Аляска                                |

## Состояние авиационного парка
По состоянию на 2012 год, США обладали наибольшим парком летательных аппаратов в мире. Данный факт накладывает особую финансовую, логистическую и управленческую нагрузку на ВВС страны.
На начало 2010 в ВВС США находилось 2076 истребителей, а на начало 2011 года эта число составило 1830 (списано 246 самолетов F-15, F-16; истребители данных типов уже не производятся для ВВС США). Кроме того, средний налёт в год для каждого самолёта составляет 300 часов, поэтому ресурс самолётов приблизился к назначенному. Предполагается изучить возможность продления ресурса F-16 до 24 000 часов, F-15 с 8000 до 32 000 часов..

### Вооружение
Планы закупок вооружения на 2012 год: 4588 JDAM, 266 JSOW, 142 JASSM, 100 SDB.
Поставки ракет: AIM-120 в 2011 году составили 138 штук, в 2012 году намерены приобрести 113 штук..
Поставки AIM-9X составят: в 2012 году финансовом году — 193, в 2013 году — 314 ракет.

## Перспективные программы
- B-21 Raider — стратегический бомбардировщик. Должен заменить B-1 и B-2.
- E-7A Wedgetail — самолёт ДРЛОиУ. Должен заменить E-3. ВВС получат E-7 не раньше 2027 г.[11]
- NGAD — истребитель «шестого поколения».
- MH-139A Grey Wolf — запланирована покупка 80-ти единиц на замену 63-х UH-1N. Первую партию из 7-ми единиц должны поставить в 2024 г.
- T-7A Red Hawk — учебно-тренировочный самолёт. Должен заменить старый T-38. Появится не ранее 2025 г.
- AIM-260 JATM — новая ракета большой дальности. Должна сохранить габарит AIM-120, чтобы поместиться во внутренние отсеки F-22 и F-35.
- LGM-35 Sentinel — МБР на замену LGM-30 Minuteman.

## Авиапарк
| Название                      | Изображение     | Назначение                                        | Варианты                                                                                         | Количество                               | Средний возраст                        | Описание |
| Бомбардировщики               | Бомбардировщики | Бомбардировщики                                   | Бомбардировщики                                                                                  | Бомбардировщики                          | Бомбардировщики                        | Бомбардировщики |
| ----------------------------- | --------------- | ------------------------------------------------- | ------------------------------------------------------------------------------------------------ | ---------------------------------------- | -------------------------------------- | --- |
| B-1B Lancer                   |                 | Стратегический бомбардировщик                     | B-1B                                                                                             | 45                                       | 35,4                                   | Сверхзвуковой стратегический бомбардировщик с крылом изменяемой стреловидности. В окончательном варианте бомбардировщика реализована концепция маловысотного прорыва ПВО посредством полёта на сверхмалых высотах с огибанием рельефа местности. B-21 должен заменить B-1B, который должен выйти из боевого состава в начале 2030-х годов. Хотя структурный анализ ВВС показывает, что B-1B предположительно может служить до 2040-х годов. |
| B-2A Spirit                   |                 | Стратегический бомбардировщик                     | B-2A                                                                                             | 19                                       | 27,35                                  | Малозаметный стратегический бомбардировщик. Предназначен для прорыва плотной ПВО и доставки обычного или ядерного оружия. Для обеспечения малозаметности широко использованы «стелс-технологии»: самолёт покрыт радиопоглощающими материалами, создан по аэродинамической схеме «летающее крыло», реактивные струи двигателей экранируются. B-2 является самым дорогим самолётом в мире. Завершена модернизация бомбардировщиков, в рамках которой на самолеты были установлены новые БРЛС AN/APQ-181 с АФАР. В 2014 году была обновлена бортовая электроника, что позволило нести новейшие виды вооружений. B-21 должен заменить и B-2A, который тоже должен выйти из боевого состава в начале 2030-х годов. Хотя структурный анализ ВВС показывает, что B-2A предположительно может служить до 2040-х годов. |
| B-52H Stratofortress          |                 | Стратегический бомбардировщик                     | B-52H                                                                                            | 76                                       | 60,8                                   | Многоцелевой стратегический бомбардировщик-ракетоносец. B-52, наряду с Ту-95, является абсолютным рекордсменом по дальности среди боевых самолётов. Это также один из немногих военных самолётов, находящихся на службе непрерывно более полувека. Несмотря на то, что B-52 разрабатывался в 50-х под требования холодной войны, он по-прежнему остаётся основным самолётом дальней бомбардировочной авиации ВВС США. Вместе с введением B-21 ВВС продлевают срок службы B-52 с помощью нового радара от BAE Systems, новых двигателей Rolls-Royce F130, а также новых систем навигации, сетевого взаимодействия, связи и вооружения, интегрированных компанией Boeing. 76 самолетов B-52 после модернизации получат обозначение B-52J, и все они завершат модернизацию к началу 2030-х годов. Затем ожидается, что они будут оставаться работоспособными до 2050-х годов, приближаясь к 100-летнему возрасту, прежде чем их снимут с вооружения. |
| Штурмовики                    |                 |                                                   |                                                                                                  |                                          |                                        | |
| A-10C Thunderbolt II          |                 | Штурмовик                                         | A-10С                                                                                            | 197                                      | 41,1                                   | Штурмовик, на который возложены функции тактических бомбардировок, наведения союзных сил на цель, боевых поисково-спасательных операций, координации атак союзных сил и разведки. Самолёт построен вокруг 30-мм семиствольной пушки GAU-8 Avenger. Модернизация до варианта A-10C проходила в 2006-12 гг. Начальной оперативной готовности A-10C достиг в сентябре 2007 г. Оснащён современным цифровым оборудованием, способен нести высокоточное оружие. Стоимость программы оценивается в 420 млн долларов. Спустя годы ВВС США добились разрешения конгресса на вывод штурмовика из эксплуатации. К концу сентября 2023 г. на вооружении останутся 176 единиц; в рамках бюджета на 2024 финансовый год стремятся списать ещё 42. ВВС США собираются списать весь парк A-10 до 2029 года. |
| Истребители                   |                 |                                                   |                                                                                                  |                                          |                                        | |
| F-15 Eagle                    |                 | Истребитель-перехватчик                           | - F-15C - F-15D                                                                                  | - 59 F-15C - 4 F-15D                     | - 38,25 - 37,42                        | F-15C/D достиг начальной оперативной готовности в 1979 г. На долю F-15 пришлось 34 из 37 побед ВВС США «воздух-воздух» во время его боевого дебюта в «Буре в пустыне». По заявлениям создателей и владельцев, F-15 ни разу не был безвозвратно потерян в воздушных боях, сбив около 100 самолётов и вертолётов противника. Из-за сильного устаревания и крайней изношенности F-15 Eagle останется в строю ВВС США до 2024-26 г. |
| F-15E Strike Eagle            |                 | Многоцелевой истребитель                          | F-15E                                                                                            | 218                                      | 30,43                                  | Создан на базе истребителя F-15. Может патрулировать воздушное пространство и обеспечивать прикрытие с воздуха сухопутным войскам. Планируется модернизация 99-ти единиц комплексом радиоэлектронной борьбы Eagle Passive Active Waring Survivability System (EPAWSS). Продолжит службу после 2028 г. |
| F-15EX Eagle II               |                 | Многоцелевой истребитель                          | F-15EX                                                                                           | 2                                        | 1,5                                    | Самый совершенный вариант F-15, разработанный на базе F-15QA для ВВС Катара, в качестве замены устаревших и сильно изношенных F-15C/D. Запланирована покупка 104 единиц. |
| F-16 Fighting Falcon          |                 | Многоцелевой истребитель                          | - F-16C - F-16D                                                                                  | - 478 - 100                              | - 32,07 - 31,72                        | Лёгкий многоцелевой истребитель составляющий около 42% истребительного флота ВВС. При самых низких эксплуатационных расходах, обеспечивает самых высокий показатель боевой готовности. Основной самолёт ВВС для подавления/уничтожения ПВО противника. Постоянно модернизируясь, F-16 способен оставаться актуальным вплоть до 2040-х годов. Состоит на вооружении 25-ти стран и до сих пор производится на экспорт (на 2020 год произведено около 4600 единиц). Последние из 2231 F-16 для ВВС США были поставлены в 2005 году. |
| F-22A Raptor                  |                 | Многоцелевой истребитель                          | - F-22A Block 20 - F-22A Block 30/35                                                             | - 33 - 132                               | 16,22                                  | F-22 является первым стоящим на вооружении истребителем «пятого поколения» и самым дорогим истребителем в мире. 33 устаревших Block 20 используются только для тренировок. Примерно к 2030 году ВВС планируют вывести из эксплуатации флот F-22 в пользу «господства в воздухе следующего поколения» (NGAD). |
| F-35A Lightning II            |                 | Многоцелевой истребитель                          | F-35A                                                                                            | 334                                      | 4,28                                   | Многоцелевой истребитель «пятого поколения». Lockheed Martin заявляет, что F-35 лучше всех истребителей в мире на 400%, кроме F-22. Стоимость программы оценивается в 1,7 трлн долларов США. Из-за преждевременного запуска F-35 в серийное производство (запущен в производство в 2011 г., но принят на вооружение ВВС в 2016 г.) он обладает рядом различных недостатков. Счётная палата правительства США сообщает, что по состоянию на начало 2023 года у F-35 всё ещё имеется 821 недостаток, из которых пять считаются критическими. Имеются проблемы с двигателями: они резонируют и работают при в 2 раза больших температурах, чем планировалось. Ведётся разработка нового двигателя, которую протестует компания Pratt & Whitney, производитель существующего двигателя F135. Вместе с этим планируется начать поставки модернизированного F135 примерно с 2028 года, после модернизации F-35 до варианта Block 4. В 2030-х годах планируется закупка около 600 единиц для ВВС. При нынешних темпах производства ВВС не получат свой последний F-35 до конца 2040-х годов. |
| Разведчики                    |                 |                                                   |                                                                                                  |                                          |                                        | |
| RC-135                        |                 | Самолёт-разведчик.                                | - RC-135S Cobra Ball - RC-135U Combat Sent - RC-135V Rivet Joint - RC-135W Rivet Joint - TC-135W | - 3 - 2 - 8 - 12 - 3                     | - 60,47 - 57,65 - 57,94 - 59,07 - 60,3 | Самолёт-разведчик, построенный компанией Boeing на основе C-135 Stratolifter. |
| U-2 Dragon Lady               |                 | Стратегический самолёт-разведчик                  | - TU-2S - U-2S                                                                                   | - 4 - 27                                 | - 37,92 - 39,85                        | U-2 — один из немногих самолётов служащих в ВВС США более 50 лет. Варианты (TR-1, U-2R, U-2S) эксплуатируются с 1980-х годов. Текущая модель U-2S прошла последнюю техническую модернизацию в 2012 году. Дальность полёта 10300 км, максимальная высота более 21 км, самолёт может находиться в воздухе без дозаправки 12 часов. Вывод из эксплуатации запланирован на 2026 г. |
| WC-130J Weatherbird           |                 | Разведчик погоды                                  | WC-130J                                                                                          | 10                                       | 21,45                                  | WC-130J — это переоборудованный C-130J, оснащённый специализированными системами для преодоления тропических и зимних штормов, сбора метеорологических данных и содействия прогнозированию суровых погодных условий. |
| WC-135R Constant Phoenix      |                 | Разведчик погоды                                  | WC-135R                                                                                          | 3                                        | 59,55                                  | Основной задачей WC-135 является отслеживание ядерных испытаний, отбор проб радиации в воздухе и проверка соблюдения договора о контроле над вооружениями. |
| Самолёты ДРЛОиУ, РЭБ          |                 |                                                   |                                                                                                  |                                          |                                        | |
| E-3 Sentry                    |                 | Авиационный комплекс радиообнаружения и наведения | - E-3B - E-3G                                                                                    | - 8 E-3B - 23 E-3G                       | - 42,98 - 42,97                        | Самолёт дальнего радиолокационного обнаружения. Всего построено 68 единиц, в том числе для союзников. Разработан на базе Boeing 707-320B. |
| E-4B NAOC                     |                 | Командный центр                                   | E-4B                                                                                             | 4                                        | 48,38                                  | Военная модификация Boeing 747-200. |
| E-9A Widget                   |                 | Самолёт наблюдения и целеуказания                 | E-9A                                                                                             | 2                                        | 30                                     | Модификация DHC-8, предназначенная для сбора информации на испытаниях оружия, операциях с самолётами-мишенями. Также участвует в очистке водных путей и воздушного пространства от гражданского транспорта перед началом боевых стрельб или опасных боевых действий и оказывает помощь в отслеживании и восстановлении целей. |
| E-11A BACN                    |                 | Самолёт связи                                     | E-11A                                                                                            | 3                                        | 10.73                                  | Военная модификация Global Express 6000. |
| EC-130H Compass Call          |                 | Самолёт радиоэлектронной борьбы                   | EC-130H                                                                                          | 7                                        | 48,04                                  | EC-130H — это модифицированный C-130H, предназначенный для нарушения командования, управления и связи, а также для ограничения координации сил противника. Задачи включают тактическое глушение/нарушение связи, радаров и навигации, дезинформацию, радиоэлектронную борьбу и помощь в подавлении ПВО. |
| Военно-транспортные самолёты  |                 |                                                   |                                                                                                  |                                          |                                        | |
| C-5M Super Galaxy             |                 | Тяжёлый дальний военно-транспортный самолёт       | C-5M                                                                                             | 52                                       | 35,32                                  | Второй по величине серийный военно-транспортный самолёт в мире. До 1982 года — крупнейший серийный грузовой самолет в мире (уступил место Ан-124). Максимальный взлётный вес — 381 т; максимальная полезная нагрузка — 129,27 т; дальность полёта — 8890 км с полезной нагрузкой 54,43 т. Способен перевозить 6 вертолётов AH-64 Apache, 4 БМП M2 Брэдли, 6 БТР M1126/M1135 Страйкер, два танка M1 Abrams или до 345 солдат и офицеров. |
| C-17A Globemaster III         |                 | Тяжёлый дальний военно-транспортный самолёт       | C-17A                                                                                            | 172                                      | 20,04                                  | Третий по величине серийный военно-транспортный самолёт в мире. Максимальный взлётный вес — 265,36 т; максимальная полезная нагрузка — 77,52 т; дальность полёта — 4441,8 км с полезной нагрузкой 76,66 т (ещё дальше с дозаправкой в воздухе). Разработан для замены грузового самолёта Lockheed C-141 Starlifter. Совершил первый полёт 15 сентября 1991 года. |
| C-130                         |                 | Средний военно-транспортный самолёт               | - C-130H Hercules - С-130J/J-30 Super Hercules                                                   | - 42 - 111                               | - 29,53 - 12,2                         | Максимальный взлётный вес — 74,39 т; максимальная полезная нагрузка — 19,96 т; дальность полёта — 2962,8 км с полезной нагрузкой 15,88 т (вариант C-130J-30). Военно-транспортный самолет США, а также стран НАТО и ряда других стран. |
| Самолёты-заправщики           |                 |                                                   |                                                                                                  |                                          |                                        | |
| HC-130J Combat King II        |                 | Самолёт-заправщик                                 | HC-130J                                                                                          | 27                                       | 6                                      | Разработан на базе KC-130J. На HC-130J возложена задача обеспечения дозаправки вертолёта в полёте для боевых поисково-спасательных операций/эвакуации, управления войсками и развёртывания парашютно-спасательных операций. |
| KC-46A Pegasus                |                 | Самолёт-заправщик                                 | KC-46A                                                                                           | 36                                       | 2,19                                   | Самолёт-заправщик, способный выполнять грузовые и аэромедицинские эвакуационные задачи, разработанный на базе Boeing 767-200ER. Программа Boeing KC-46 сталкивается с множеством проблем при разработке, в том числе сбоями в системе дистанционного обзора самолёта, которая позволяет оператору штанги её наблюдать. Модернизированная система дистанционного обзора RVS 2.0 должна появиться в октябре 2025 года. У заправщика также есть нерешённые проблемы со штангой, поэтому он всё ещё не разрешён для дозаправки A-10. Поставки KC-46 возобновились 28.7.2023 после приостановки с марта из-за проблем с топливными баками самолёта. Командование ВВС не знает стратегию закупок KC-46. Ранее планировалось, что KC-46 легко заменит KC-10 и KC-135. |
| KC-135 Stratotanker           |                 | Самолёт-заправщик                                 | - KC-135R - KC-135T                                                                              | - 190 KC-135R - 21 KC-135T               | - 60,6 - 62,61                         | Самолёт-заправщик, способный выполнять грузовые и аэромедицинские эвакуационные задачи, и уже более 60 лет являющийся основой заправочного флота ВВС США. В качестве грузового самолёта KC-135 может перевозить шесть стандартных поддонов 463L (габарит 223,52x274,32x5,71 см). В 2022-м году заправщики KC-135 ВВС США выгрузили 276.651.221,61 л топлива и заправили 44.408 самолётов в поддержку глобальных операций. |
| Учебно-тренировочные самолёты |                 |                                                   |                                                                                                  |                                          |                                        | |
| T-1A Jayhawk                  |                 | Учебно-тренировочный                              | T-1A                                                                                             | 177                                      | 27,91                                  | Используется для тренировок экипажей больших самолётов (таких как заправщики и грузовые самолёты) |
| T-6A Texan II                 |                 | Учебно-тренировочный                              | T-6A                                                                                             | 442                                      | 16,98                                  | Является двухместным самолётом. Оснащается турбовинтовым двигателем мощностью 1100 лошадиных сил. Способен развивать скорость более 500 километров в час. |
| T-38 Talon                    |                 | Учебно-тренировочный                              | - T-38A - AT-38B - T-38C                                                                         | - 53 T-38A - 6 AT-38B - 438 T-38C        | - 55,85 - 59,12 - 56,29                | Двухместный сверхзвуковой учебный реактивный самолёт. С помощью T-38 было подготовлено около 75 000 пилотов. Общий налёт T-38 на сегодняшний день составляет примерно 13 миллионов часов. Это также основной учебный реактивный самолёт астронавтов НАСА. |
| T-41D Mescalero               |                 | Учебно-тренировочный                              | T-41D                                                                                            | 4                                        | 53,1                                   | Вариант Cessna 172 для ВВС. |
| T-51A Cessna                  |                 | Учебно-тренировочный                              | T-51A                                                                                            | 3                                        | 17,2                                   | Вариант Cessna 150 для ВВС. |
| T-53A Kadet II                |                 | Учебно-тренировочный                              | T-53A                                                                                            | 24                                       | 10,66                                  | Вариант Cirrus SR20 для ВВС. |
| UV-18B Twin Otter             |                 | Учебно-тренировочный                              | UV-18B                                                                                           | 3                                        | 38,53                                  | Учебно-тренировочный самолёт на базе DHC-6 Twin Otter |
| Пассажирская авиация          |                 |                                                   |                                                                                                  |                                          |                                        | |
| C-12 Huron                    |                 | Транспортный                                      | - C-12C - C-12D - C-12F - C-12J                                                                  | - 16 C-12C - 6 C-12D - 3 C-12F - 4 C-12J | - 46,17 - 38,43 - 37,25 - 34,72        | Военные модификации King Air и 1900C (C-12J). |
| C-20H                         |                 | VIP-самолёт                                       | C-20H                                                                                            | 1                                        | 28                                     | Вариант Gulfstream IV для ВВС. |
| C-21A                         |                 | VIP-самолёт                                       | С 21А                                                                                            | 19                                       | 37,5                                   | Вариант Learjet 35 для ВВС. |
| C-32A                         |                 | VIP-самолёт                                       | C-32A                                                                                            | 4 C-32A                                  | 24                                     | Вариант Boeing 757 для ВВС. |
| C-37B                         |                 | VIP-самолёт                                       | - C-37A - C-37B                                                                                  | - 9 C-37A - 7 C-37B                      | - 21,47 - 6,59                         | Вариант Gulfstream V для ВВС. |
| C-40 Clipper                  |                 | VIP-самолёт                                       | - C-40B - C-40C                                                                                  | - 4 C-40B - 4 C-40C                      | - 18,65 - 16,76                        | Вариант Boeing 737-700 для ВВС. |
| VC-25A                        |                 | VIP-самолёт                                       | VC-25A                                                                                           | 2                                        | 31,95                                  | Борт №1 США. Вариант Boeing 747-200B для ВВС. |
| Авиация специальных операций  |                 |                                                   |                                                                                                  |                                          |                                        | |
| AC-130J Ghostrider            |                 | Штурмовик                                         | AC-130J                                                                                          | 29                                       | 4,43                                   | AC-130J — основной самолёт КСО ВВС США для тактических бомбардировок и вооружённой разведки, оптимизированный для сопровождения конвоев, точечной обороны и поддержки войск в городских боях. AC-130J предназначен для обеспечения постоянной огневой поддержки силам на земле, и основан на сильно модифицированном MC-130J. Вооружение: 30-мм автопушка GAU-23/A, 105-мм гаубица М102; до восьми GBU-39 или AGM-114 Hellfire на крыльевых пилонах, а также кормовые GBU-69B Small Glide Munition и AGM-176 Griffin, запускаемые из 10 общих пусковых установок, встроенных в рампу самолёта. |
| CV-22B Osprey                 |                 | Конвертоплан                                      | CV-22B                                                                                           | 52                                       | 9,3                                    | — |
| MC-130                        |                 | Военно-транспортный, самолёт-заправщик            | - MC-130H Combat Talon II - MC-130J Commando II                                                  | - 8 MC-130H - 54 MC-130J                 | - 34,15 - 6,08                         | Заправщик/транспортник для специальных операций. Его основные задачи — скрытое проникновение на территорию противника днём, ночью и в неблагоприятных погодных условиях, эвакуация и пополнение запасов сил специальных операций на враждебной или отрезанной территории. Он также обеспечивает снабжение по воздуху, дозаправку винтокрылов в полёте и психологические операции. |
| Винтокрылые ЛА                |                 |                                                   |                                                                                                  |                                          |                                        | |
| HH-60                         |                 | Поисково-спасательный вертолёт                    | - HH-60G Pave Hawk - HH-60U Ghost Hawk - HH-60W Jolly Green II                                   | - 40 HH-60G - 3 HH-60U - 24 HH-60W       | - 27,14 - 10,37 - 1,1                  | Всепогодный поисково-спасательный вертолёт. HH-60W способен работать днём и ночью, в неблагоприятных погодных условиях и при полном спектре угроз, включая химические, биологические, радиологические и ядерные. HH-60W может работать с меньшим риском, чем устаревшие HH-60G и UH-1N, в агрессивных условиях. HH-60W заменяет устаревший HH-60G. |
| UH-1N Iroquois                |                 | Многоцелевой вертолёт                             | UH-1N Iroquois                                                                                   | 63                                       | 50,59                                  | — |
| TH-1H Iroquois                |                 | Тренировочный вертолёт                            | TH-1H Iroquois                                                                                   | 28                                       | 41,53                                  | Учебно-тренировочный вариант ирокеза. |
| БПЛА                          |                 |                                                   |                                                                                                  |                                          |                                        | |
| MQ-9 Reaper                   |                 | Многоцелевой БПЛА                                 | - MQ-9 Block 1 - MQ-9 Block 5                                                                    | 314                                      | 6,22                                   | Создан на основе MQ-1 Predator. Оснащен турбовинтовым двигателем, позволяющим развивать скорость более 400 км/час. Практический потолок составляет 13 000 м. Максимальная продолжительность полёта БПЛА MQ-9 Reaper равна 24 часам. |
| QF-16                         |                 | Самолёт-мишень                                    | - QF-16A - QF-16C                                                                                | - 14 QF-16A - 60 QF-16C                  | - 38,72 - 35,82                        | — |
| RQ-4 Global Hawk              |                 | Разведывательный БПЛА                             | RQ-4 Block 40                                                                                    | 11                                       | 11,45                                  | Аппарат может патрулировать в течение 30 часов на высоте до 18 000 метров. Разработан американской компанией Teledyne Ryan Aeronautical, дочерним предприятием Northrop Grumman. Планируется вывести из эксплуатации в 2027 г. |
| RQ-170 Sentinel               |                 | Разведывательный малозаметный БПЛА                | —                                                                                                | ~20                                      | —                                      | БПЛА разработан Skunk works — подразделением компании Lockheed Martin. Открытой информации об аппарате мало, известно, что сенсорные датчики встроены в крыло, размах которого около 20 метров. RQ-170 Sentinel — секретная разработка, основные его технические характеристики до сих пор неизвестны. Известно лишь, что эти БПЛА сложнее устроены и менее заметны в различных диапазонах волн, благодаря особому неметаллическому покрытию. |

## Опознавательные знаки
- Пропорция
- Опознавательный знак ВВС
- Знак на киль[30]
- Вариант для уменьшенной видимости

## Знаки различия

### Военнослужащие рядового и сержантского состава
| Код армии США     | CMSAF                                          | E-9                                    | E-9                           | E-9                           | E-8                            | E-8                            | E-7                    | E-7                    | E-6                       | E-5                   | E-4                     | E-3                            | E-2             | E-1               |
| ----------------- | ---------------------------------------------- | -------------------------------------- | ----------------------------- | ----------------------------- | ------------------------------ | ------------------------------ | ---------------------- | ---------------------- | ------------------------- | --------------------- | ----------------------- | ------------------------------ | --------------- | ----------------- |
| Нарукавный шеврон |                                                |                                        |                               |                               |                                |                                |                        |                        |                           |                       |                         |                                |                 | Отсутствует       |
| Воинское звание   | Главный Мастер-сержант ВВС                     | Команд-мастер-сержант                  | Главный мастер-сержант        | Главный мастер-сержант        | Старший мастер-сержант         | Старший мастер-сержант         | Мастер-сержант         | Мастер-сержант         | Техник-сержант            | Штаб-сержант          | Старший рядовой авиации | Рядовой авиации первого класса | Рядовой авиации | Авиатор-рекрут    |
| Аббревиатура      | CMSAF (Chief Master Sergeant of the Air Force) | CCMSGT (Command Chief Master Sergeant) | CMSGT (Chief Master Sergeant) | CMSGT (Chief Master Sergeant) | SMSGT (Senior Master Sergeant) | SMSGT (Senior Master Sergeant) | MSGT (Master Sergeant) | MSGT (Master Sergeant) | TSGT (Technical Sergeant) | SSGT (Staff Sergeant) | SRA (Senior Airman)     | A1C (Airman First Class)       | AMN (Airman)    | AB (Airman Basic) |
| Код НАТО          | OR-9                                           | OR-9                                   | OR-9                          | OR-9                          | OR-8                           | OR-8                           | OR-7                   | OR-7                   | OR-6                      | OR-5                  | OR-4                    | OR-3                           | OR-2            | OR-1              |

### Офицеры
| Код армии США   | Специальное                                                                  | O-10                      | O-9                                      | O-8                                | O-7                                     | O-6                       | O-5                         | O-4         | O-3            | O-2                       | O-1                                     |
| --------------- | ---------------------------------------------------------------------------- | ------------------------- | ---------------------------------------- | ---------------------------------- | --------------------------------------- | ------------------------- | --------------------------- | ----------- | -------------- | ------------------------- | --------------------------------------- |
| Погон           |                                                                              |                           |                                          |                                    |                                         |                           |                             |             |                |                           |                                         |
| Воинское звание | Генерал ВВС                                                                  | Генерал                   | Генерал-лейтенант                        | Генерал-майор                      | Бригадный генерал                       | Полковник                 | Подполковник                | Майор       | Капитан        | Первый лейтенант          | Второй лейтенант                        |
| Аббревиатура    | GEN (General of the Air Force) [Five-Star] Существует только в военное время | GEN (General) [Four-Star] | LT GEN (Lieutenant General) [Three-Star] | MAJ GEN (Major General) [Two-Star] | BRIG GEN (Brigadier General) [One-Star] | COL (Colonel) [Full Bird] | LT COL (Lieutenant Colonel) | MAJ (Major) | CAPT (Captain) | 1ST LT (First Lieutenant) | 2ND LT (Second Lieutenant) [Butter Bar] |
| Код НАТО        | OF-10                                                                        | OF-9                      | OF-8                                     | OF-7                               | OF-6                                    | OF-5                      | OF-4                        | OF-3        | OF-2           | OF-1                      | OF-1                                    |

## Подготовка личного состава ВВС
В 2019 финансовом году ВВС США налетали 1,49 миллиона часов.

## Происшествия
Небоевые потери ВВС США с 2013 по 2020 годы составили 49 самолетов и 66 летчиков. Об этом сообщается в отчёте Национальной комиссии по безопасности военной авиации (National Commission on Military Aviation Safety) от 1 декабря 2020 года, который был представлен президенту и Конгрессу США.
В 2023 финансовом году ВВС США потеряли в лётных происшествиях 10 летательных аппаратов (включая 6 беспилотников MQ-9) и 2 служащих (один погиб при наземном испытании беспилотника и один умер на борту самолёта C-17). Это самый высокий уровень аварийности ВВС США за последние пять лет.
10 апреля 2018 г. в ходе тренировок по парашютной подготовке ВВС США произошло падение парашюта на теннисный корт средней школы № 3 г. Хамура, префектура Токио (см. Военные базы США в Японии). В результате происшествия мэр г. Хамура Сина Намики 11 апреля 2018 г. выразил протест министру иностранных дел и обороны Японии Таро Коно и Ицунори Онодэра, а также военному командованию США.[значимость факта?]